# Rory McCann
Rory McCann (Glasgow, 24 d'abril de 1969) és un actor escocès, famós per la seua interpretació de Sandor Clegane, The Hound, en la sèrie televisiva The Game of Thrones.

## Biografia
La seua primera experiència televisiva fou a la pel·lícula Willow, buscaven dos homes grans que aparentaren estar beguts i espantats, desafortunadament el feren fora perquè no podia parar de riure.
McCann començà el seu èxit televisiu sent la imatge de Scotts Porridge Oats, una coneguda marca de farinetes molt típiques a Escòcia. Als anuncis representa al clàssic escocès vestit en kilt, sa i capaç de resistir el fred amb sols una camisa sense mànegues. Els anuncis juguen amb l'ús del kilt per a donar un punt sexy i divertit, per aquest motiu solien acostar-se a ell per a demanar-li que s'alçara el kilt a més de ser conegut com el xicot de les farinetes.
L'any 2002 participa en l'aclamada sèrie The Book Group on interpreta a Kenny McLeod, un jove que queda paraplègic després d'un accident d'escalada, per aquesta actuació guanyà un BAFTA escocès. Aquest personatge està basat en el mateix McCann, sent jove tingué una caiguda d'uns 20 metres però a diferència del seu personatge no li quedaren seqüeles.
Més endavant va realitzar papers menuts a diferents sèries i pel·lícules.
El seu debut a Hollywood arribà amb la pel·lícula Alexander, d'Oliver Stone.
El 2010 el contractaren per a interpretar a Sandor Clegane, en l'aclamada adaptació de la saga Cançó de gel i de foc. Segons ell el millor paper que mai li han oferit.

## Filmografia
| Any         | Títol               | Paper                      | Notes                    |
| ----------- | ------------------- | -------------------------- | ------------------------ |
| 1999        | Coming Soon         | Fergus                     |                          |
| 2000        | Randall & Hopkirk   | Bouncer                    | Un episodi               |
| 2000        | Monarch of the Glen | Roger                      | Episodi #1.6             |
| 2002        | London's Burning    | Keith                      | Episodi #14.7            |
| 2002 - 2003 | The Book Group      | Kenny McLeod               | (12 Episodis)            |
| 2003        | State of Play       | Stuart Brown               | Episodi #1.1             |
| 2003        | Peter in Paradise   | Peter the Great            |                          |
| 2003        | Rockface            | Adam                       | 6 episodis               |
| 2006        | Shameless           | Father Critchon            | 2 episodis               |
| 2008        | Heroes and Villains | Attila the Hun             | Episodi "Attila the Hun" |
| 2011        | The Jury            | Derek Hatch                | 5 episodis               |
| 2011 – 2014 | Game of Thrones     | Sandor "The Hound" Clegane | 27 episodis              |

| Any  | Títol               | Paper                   | Notes |
| ---- | ------------------- | ----------------------- | ----- |
| 2000 | Pasty Faces         | Goon                    |       |
| 2003 | The Devil's Tattoo  | Eric                    |       |
| 2003 | Young Adam          | Sam                     |       |
| 2004 | Alexandre           | Crateros                |       |
| 2005 | Beowulf & Grendel   | Breca                   |       |
| 2006 | Sixty Six           | Policia                 |       |
| 2007 | Hot Fuzz            | Michael Armstrong       |       |
| 2008 | The Crew            | Moby                    |       |
| 2009 | Solomon Kane        | McNess                  |       |
| 2010 | Clash of the Titans | Belo                    |       |
| 2011 | Season of the Witch | Comandant de la guàrdia |       |